# Sunday Airlines
Sunday Airlines é uma companhia aérea charter no Cazaquistão e uma subsidiária da SCAT Airlines. Sua base principal é o Aeroporto Internacional de Almaty.

## História
A companhia aérea foi fundada em 2013, e começou suas operações em 23 de abril de 2013.

## Frota
Em junho de 2015, a frota da Sunday Airlines consistia nas seguintes aeronaves:
| Aeronaves        | Em Serviço | Ordens | Passageiros | Notas |
| ---------------- | ---------- | ------ | ----------- | ----- |
| Boeing 757-200   | 4          | –      | 235         |       |
| Boeing 767-300ER | 1          | –      | 290         |       |
| Total            | 5          | 0      |             |       |